# 田鶴浜村
田鶴浜村（たづるはまむら）は、かつて石川県鹿島郡に存在した村。

## 地理

### 隣接していた市町村
- 鹿島郡端村・赤蔵村・金ヶ崎村

## 歴史

### 沿革
- 1889年（明治22年）4月1日 町村制の施行により、鹿島郡田鶴浜村及び鶴尾尻村を廃し、その区域をもって鹿島郡田鶴浜村を設置する。
- 1934年（昭和9年）6月1日 鹿島郡田鶴浜村、端村及び赤蔵村を廃し、その区域をもって鹿島郡和倉町を設置する。